# Маргерита-ди-Савойя
Маргери́та-ди-Саво́йя (итал. Margherita di Savoia) — коммуна в Италии, располагается в регионе Апулия, в провинции Барлетта-Андрия-Трани.
Население коммуны составляет, на 01.01.2023 года, 11 161 человек, плотность населения ─ 312, 65 чел./км². Занимает площадь 35,70 км². Почтовый индекс — 76016. Телефонный код — 0883.
Покровителями почитаются Христос-Спаситель и Пресвятая Богородица (Божия Матерь Скорбящая), празднование 6 августа и 15 сентября.
До 1879 года город назывался Салини-ди-Барлетта, затем был переименован в честь королевы Италии.
Город славится своими термальными ваннами, которые являются крупнейшими в Европе и занимают второе место в мире, и длинными и широкими песчаными пляжами, с примерно 90 специально оборудованными купальнями.

## Экономика

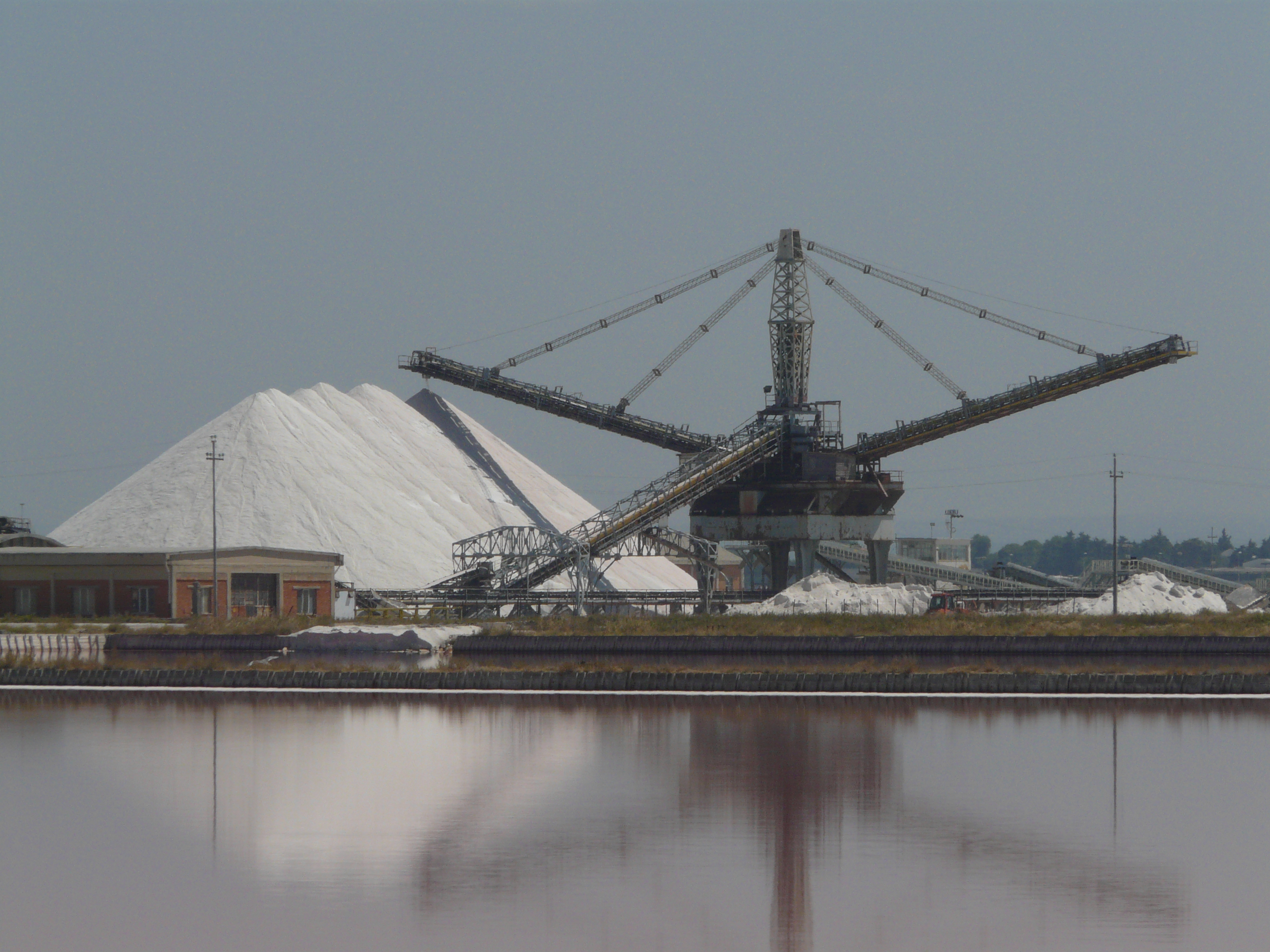
Соляные разработки в Маргерита-ди-Савойя

Основа экономики города — соляные разработки, занимающие в окрестностях площадь 4000 га, на которых за год пропускается 30 млн кубометров морской воды и добывается около 6 млн тонн поваренной соли.

## Демография
Динамика населения:

## Администрация коммуны
- Официальный сайт  (итал.)